# Prêmios Globo de Ouro de 2010

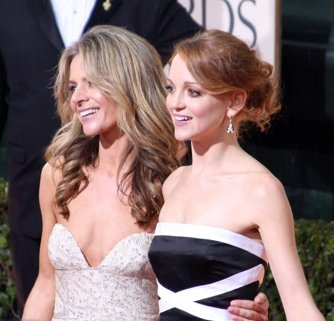
Globo de Ouro 17 de janeiro de 2010: Jessalyn Gilsig e Jayma Mays

A 67.ª cerimônia de entrega dos Prémios Globo de Ouro (no original, em inglês, 67th Golden Globe Awards)  aconteceu no dia 17 de janeiro de 2010 no Beverly Hilton Hotel, em Beverly Hills, Califórnia, nos Estados Unidos. A cerimônia foi apresentada pelo comediante britânico Ricky Gervais e transmitida pela rede de televisão NBC.
Os indicados foram anunciados em 15 de dezembro de 2009. Na categoria de cinema, o drama Up in the Air liderou o número de indicações, com seis, seguido pelo musical Nine, com cinco, e os dramas Inglourious Basterds e Avatar, com quatro cada. Matt Damon, Anna Paquin, Sandra Bullock e Meryl Streep receberam duas indicações cada. Na categoria de televisão, o seriado cômico-musical Glee recebeu quatro indicações, seguido pelos dramas Dexter, Damages, Mad Men, Big Love e a comédia 30 Rock, com três cada.
Martin Scorsese recebeu o Prémio Cecil B. DeMille por sua contribuição à indústria cinematográfica.
O grande vencedor da noite foi Avatar que, além de receber o prêmio de Melhor Filme de Drama, recebeu o prêmio de Melhor Diretor. As séries Glee e Mad Men também saíram vencedoras.

## Indicados e vencedores

### Cinema
| Melhor Filme de Drama Avatar - The Hurt Locker - Inglourious Basterds - Precious - Up in the Air | Melhor Filme de Comédia ou Musical The Hangover - (500) Days of Summer - It's Complicated - Julie & Julia - Nine |
| Melhor Ator em Filme de Drama Jeff Bridges como Otis "Bad" Blake – Crazy Heart - Colin Firth como George Falconer – A Single Man - Tobey Maguire como Cap. Sam Cahill – Brothers - George Clooney como Ryan Bingham – Up in the Air - Morgan Freeman como Nelson Mandela – Invictus                                   | Melhor Atriz em Filme de Drama Sandra Bullock como Leigh Anne Tuohy – The Blind Side - Emily Blunt como Rainha Vitória – The Young Victoria - Helen Mirren como Sofia Tolstói – The Last Station - Carey Mulligan como Jenny Miller – An Education - Gabourey Sidibe como Claireece "Preciosa" Jones – Precious |
| Melhor Ator em Filme de Comédia ou Musical Robert Downey Jr. como Sherlock Holmes – Sherlock Holmes - Matt Damon como Mark Whitacre – The Informant! - Daniel Day-Lewis como Guido Contini – Nine - Michael Stuhlbarg como Larry Gopnik – A Serious Man - Joseph Gordon-Levitt como Tom Hansen – (500) Days of Summer | Melhor Atriz em Filme de Comédia ou Musical Meryl Streep como Julia Child – Julie & Julia - Meryl Streep como Jane Adler – It's Complicated - Julia Roberts como Claire Stenwick – Duplicity - Sandra Bullock como Margaret Tate – The Proposal - Marion Cotillard como Luisa Contini – Nine                    |
| Melhor Ator Secundário em Cinema Christoph Waltz como Cel. Hans Landa – Inglourious Basterds - Matt Damon como François Pienaar – Invictus - Stanley Tucci como George Harvey – The Lovely Bones - Woody Harrelson como Cpt. Tony Stone – The Messenger - Christopher Plummer como Liev Tolstói – The Last Station    | Melhor Atriz Secundária em Cinema Mo'Nique como Mary Lee Johnston – Precious - Vera Farmiga como Alex Goran – Up in the Air - Anna Kendrick como Natalie Keener – Up in the Air - Penélope Cruz como Carla Albanese – Nine - Julianne Moore como Charley – A Single Man                                         |
| Melhor Diretor James Cameron – Avatar - Clint Eastwood – Invictus - Jason Reitman – Up in the Air - Kathryn Bigelow – The Hurt Locker - Quentin Tarantino – Inglourious Basterds | Melhor Roteiro Jason Reitman e Sheldon Turner – Up in the Air - Neill Blomkamp e Terri Tatchell – District 9 - Quentin Tarantino – Inglourious Basterds - Nancy Meyers – It's Complicated - Mark Boal – The Hurt Locker                                                                                         |
| Melhor Banda Sonora Original Michael Giacchino – Up - Marvin Hamlisch – The Informant! - James Horner – Avatar - Abel Korzeniowski – A Single Man - Karen O e Carter Burwell – Where the Wild Things Are | Melhor Canção original "The Weary Kind" – Crazy Heart - "Cinema Italiano" – Nine - "I See You" – Avatar - "(I Want to) Come Home" – Everybody's Fine - "Winter" – Brothers |
| Melhor Filme de Animação Up - Cloudy with a Chance of Meatballs - Coraline - Fantastic Mr. Fox - The Princess and the Frog | Melhor Filme em Língua Estrangeira Das weiße Band • Alemanha - Los abrazos rotos • Espanha - Un prophète • França - La nana • Chile - Baarìa • Itália |

### Televisão
| Melhor Série Dramática Mad Men (AMC) - Dexter (Showtime) - House (Fox) - Big Love (HBO) - True Blood (HBO) | Melhor Série de Comédia ou Musical Glee (Fox) - 30 Rock (NBC) - Entourage (HBO) - The Office (NBC) - Modern Family (ABC) |
| Melhor Ator em Série Dramática Michael C. Hall como Dexter Morgan – Dexter (Showtime) - Simon Baker como Patrick Jane – The Mentalist (CBS) - Hugh Laurie como Dr. Gregory House – House (Fox) - Jon Hamm como Don Draper – Mad Men (AMC) - Bill Paxton como Bill Henrickson – Big Love (HBO)                                                                          | Melhor Atriz em Série Dramática Julianna Margulies como Alicia Florrick – The Good Wife (CBS) - Kyra Sedgwick como Brenda Leigh Johnson – The Closer (TNT) - January Jones como Betty Draper – Mad Men (AMC) - Anna Paquin como Sookie Stackhouse – True Blood (HBO) - Glenn Close como Patty Hewes – Damages (FX)                                                                            |
| Melhor Ator em Série de Comédia ou Musical Alec Baldwin como Jack Donaghy – 30 Rock (NBC) - Steve Carell como Michael Scott – The Office (NBC) - Thomas Jane como Ray Drecker – Hung (HBO) - David Duchovny como Hank Moody – Californication (Showtime) - Matthew Morrison como Will Schuester – Glee (Fox)                                                           | Melhor Atriz em Série de Comédia ou Musical Toni Collette como Tara Gregson – United States of Tara (Showtime) - Tina Fey como Liz Lemon – 30 Rock (NBC) - Edie Falco como Jackie Peyton – Nurse Jackie (Showtime) - Lea Michele como Rachel Berry – Glee (Fox) - Courteney Cox como Jules Cobb – Cougar Town (ABC)                                                                           |
| Melhor Ator em Minissérie ou Telefilme Kevin Bacon como Ten. Cel. Michael Strobl – Taking Chance (HBO) - Jeremy Irons como Alfred Stieglitz – Georgia O'Keeffe (Lifetime) - Chiwetel Ejiofor como Thabo Mbeki – Endgame (PBS) - Brendan Gleeson como Winston Churchill – Into the Storm (HBO) - Kenneth Branagh como Kurt Wallander – Wallander: One Step Behind (PBS) | Melhor Atriz em Minissérie ou Telefilme Drew Barrymore como Edith Bouvier Beale – Grey Gardens (HBO) - Sigourney Weaver como Mary Griffith – Prayers for Bobby (Lifetime) - Jessica Lange como Edith Ewing Bouvier Beale – Grey Gardens (HBO) - Joan Allen como Georgia O'Keeffe – Georgia O'Keeffe (Lifetime) - Anna Paquin como Irena Sendler – The Courageous Heart of Irena Sendler (CBS) |
| Melhor Ator Coadjuvante em Televisão John Lithgow como Arthur Mitchell – Dexter (Showtime) - William Hurt como Daniel Purcell – Damages (FX) - Jeremy Piven como Ari Gold – Entourage (HBO) - Michael Emerson como Benjamin Linus – Lost (ABC) - Neil Patrick Harris como Barney Stinson – How I Met Your Mother (CBS)                                                 | Melhor Atriz Coadjuvante em Televisão Chloë Sevigny como Nicolette "Nicki" Grant – Big Love (HBO) - Jane Lynch como Sue Sylvester – Glee (Fox) - Rose Byrne como Ellen Parsons – Damages (FX) - Jane Adams como Tanya Skagle – Hung (HBO) - Janet McTeer como Clementine Churchill – Into the Storm (HBO)                                                                                     |
| Melhor Minissérie ou Filme para televisão Grey Gardens (HBO) - Georgia O'Keeffe (Lifetime) - Into the Storm (HBO) - Little Dorrit (PBS) - Taking Chance (HBO) | |

### Cecil B. DeMille Award
Martin Scorsese

## Ranking

### Número de nomeações

#### Cinema
6: Up in the Air
5: Nine
4: Avatar, Inglourious Basterds
3: The Hurt Locker, It's Complicated, Invictus, Precious, A Single Man
2: (500) Days of Summer, Brothers, Crazy Heart, The Informant!, Julie & Julia, The Last Station, Up

#### Televisão
4: Glee
3: 30 Rock, Big Love, Damages, Dexter, Georgia O'Keeffe, Grey Gardens, Into the Storm, Mad Men
2: Entourage, House, Hung, The Office, Taking Chance, True Blood

#### Atores/Atrizes
2: Sandra Bullock (The Blind Side, The Proposal)
2: Matt Damon (The Informant!, Invictus)
2: Anna Paquin (The Courageous Heart of Irena Sendler, True Blood)
2: Meryl Streep (It's Complicated, Julie & Julia)

### Número de prêmios

#### Cinema
2: Avatar, Up, Crazy Heart
1: Up In The Air, The Hangover, Precious, Julie & Julia, The Blind Side, Inglourious Basterds, Sherlock Holmes, The White Ribbon

#### Televisão
2: Dexter, Grey Gardens
1: Big Love, Taking Chance, 30 Rock, Glee, Mad Men, The Good Wife, The United States of Tara